# Гарсиа, Исидро
Исидро Гарсия (исп. Isidro Garcia; род. 15 мая 1976, Мехико, Мексика) — мексиканский боксёр-профессионал, выступавший в наилегчайшей (до 50,8 кг), второй наилегчайшей (до 52,1 кг), легчайшей (до 53,5 кг) и второй легчайшей (55,2) весовых категориях. Чемпион мира в наилегчайшем весе по версии WBO (1999—2000), претендент на титулы чемпиона мира по версиям WBA (2003 и 2008) и IBA (2007).

## Карьера
Исидро Гарсиа дебютировал на профессиональном ринге 12 сентября 1994 года, нокаутировав Криса Лофтона (0-2). 1 декабря 1997 года в своем 16-м поединке на профессиональном ринге за титул чемпиона Северной Америки (NABO) по версии WBO потерпел первое поражение от Сэмми Стюарта (15-10-3). 16 мая 1998 года завоевал титул NABO WBO в поединке против мексиканца Эверардо Моралеса (13-3-1). Провёл три успешные защиты титула: 5 октября 1998 года победил единогласным судейским решением Хесуса Чонга (31-9), 22 марта 1999 года свёл вничью поединок с Антонио Руизом (19-17-4), а 7 июня того же года в бою-реванше победил Руиза техническим нокаутом.
18 декабря 1999 года должен был состояться поединок между Хосе Лопесом и Фернандо Монтиелем за вакантный титул чемпиона мира в наилегчайшем весе по версии WBO. За несколько часов до боя противник Лопеса отказался от участия в поединке. По счастливой случайности для организаторов поединка, одним из зрителей был Исидро Гарсиа, который дал согласие на участие в поединке. Поединок продлился 12 раундов и завершился победой Гарсии единогласным судейским решением. Этот случай негативно сказался на авторитетности WBO. 19 августа 2000 года Исидоро Гарсия провёл первую защиту титула, победив Хосе Рафаэля Сосу (36-13-6). 15 декабря 2000 года проиграл техническим нокаутом Фернандо Монтиелю (20-0-1) и утратил чемпионский титул.
28 июня 2003 года проиграл пуэрториканцу Эрику Морелу в поединке за титул чемпиона мира по версии WBA.